# سیارک ۳۲۰۳
سیارک ۳۲۰۳ (به انگلیسی: 3203 Huth، نامگذاری:1938SL) سه هزار و دویست و سومین سیارک کشف شده‌است که در ۱۸ سپتامبر ۱۹۳۸ کشف شد.
قدر مطلق سیارک برابر ۱۳٫۹۰ است.